# Drujba, Krîvîi Rih
Drujba (în ucraineană Дружба) este un sat în comuna Cikalovka din raionul Krîvîi Rih, regiunea Dnipropetrovsk, Ucraina.

## Demografie
Componența lingvistică a localității Drujba
     Ucraineană (98,72%)
     Alte limbi (0,85%)
Conform recensământului din 2001, majoritatea populației localității Drujba era vorbitoare de ucraineană (98,72%), existând în minoritate și vorbitori de alte limbi.